# Symperga puncticollis
Symperga puncticollis là một loài bọ cánh cứng trong họ Cerambycidae.